# Andrachne telephioides
Andrachne telephioides är en emblikaväxtart som beskrevs av Carl von Linné. Andrachne telephioides ingår i släktet Andrachne och familjen emblikaväxter. Inga underarter finns listade i Catalogue of Life.